# تالاب بندعلیخان
تالاب بندعلیخان در ۳۵ کیلومتری جنوب شهرستان ورامین و در منطقه حفاظت‌شده کویر مرکزی قرار دارد. تالاب بند علیخان زیستگاه و محل زمستان‌گذرانی پرندگانی همچون اردک‌های سرسبز، خوتکا، غازها، آبچلیک‌های پاسبز و پاسرخ و فیلوش است. تالاب بندعلیخان تنها تالاب استان تهران است که وسعتی بالغ بر ۲۵ هزار هکتار دارد. این تالاب به عنوان یکی از اکوسیستم‌های ارزشمند شهرستان ورامین شناخته می‌شود. این تالاب فصلی در فصول گرم سال به‌صورت باتلاق درمی‌آید و گاهی خشک می‌شود، اما در پاییز و زمستان، مملو از آب است و پرندگان مهاجر را به سوی خود جذب می‌کند.

## موقعیت
تالاب بندعلیخان در جنوب شهرستان ورامین و در حاشیه کویر قرار دارد که از جنوب به دشت مسیله و دریاچه نمک محدود می‌شود. در سال‌های گذشته به دلیل تأمین نشدن سهمیه آب از رودخانه شور و شیرین در معرض خشک شدن بود با آبگیری حدود ۶ هزار هکتار حیات تازه‌ای پیدا کرد.

## دسترسی
مناسب‌ترین مسیر برای ورود به منطقه حفاظت‌شده کویر مرکزی، جاده آسفالته ورامین و پیشوا است.

## زیست گاه
تالاب بند علیخان زیستگاه و محل زمستان‌گذرانی پرندگان مهاجر آبزی و کنار آبزی نظیر مرغابی سرسبز، خوتکا، اگرت، حواصیل و پرندگان غازنما مانند آنقوت، تنجه و شمار اندکی فلامینگو، درنا و قو است. در سرشماری بهمن ماه ۱۳۹۸، بیش از ۲۰ هزار قطعه انواع پرنده مهاجر در این منطقه مشاهده و شمارش گردید.
تالاب بندعلیخان، یکی از مهترین زیستگاه‌های حیات وحش در استان تهران محسوب می‌شود که علاوه بر محلی برای زمستان گذرانی پرندگان مهاجر، نقش مهمی در تغذیه مراتع جنوب دشت ورامین که محل کوچ قشلاقی عشایر استان‌های تهران، سمنان و قم است، ایفا می‌کند.

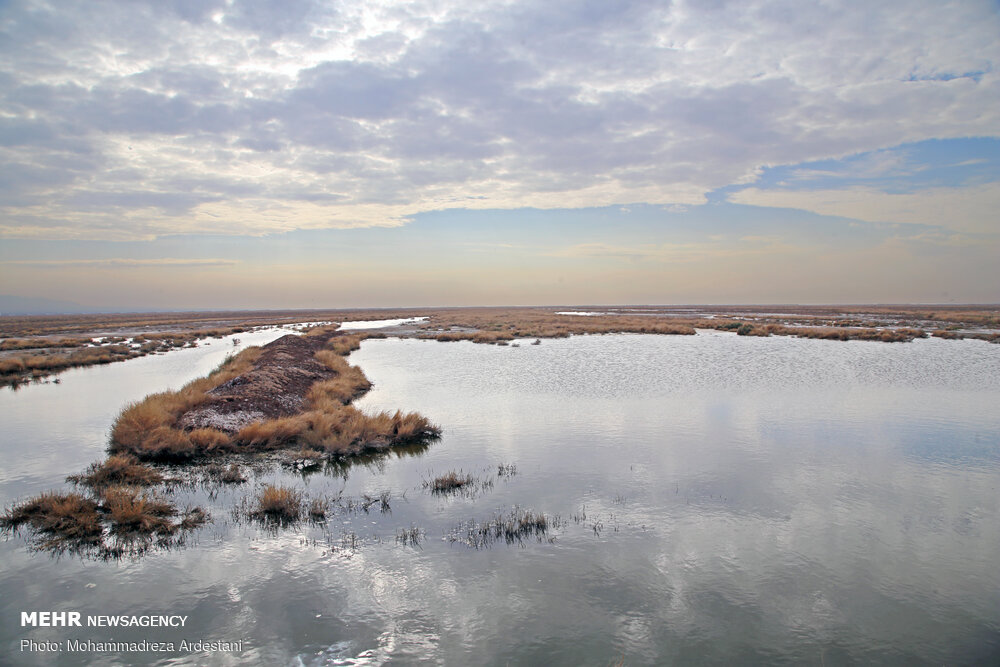
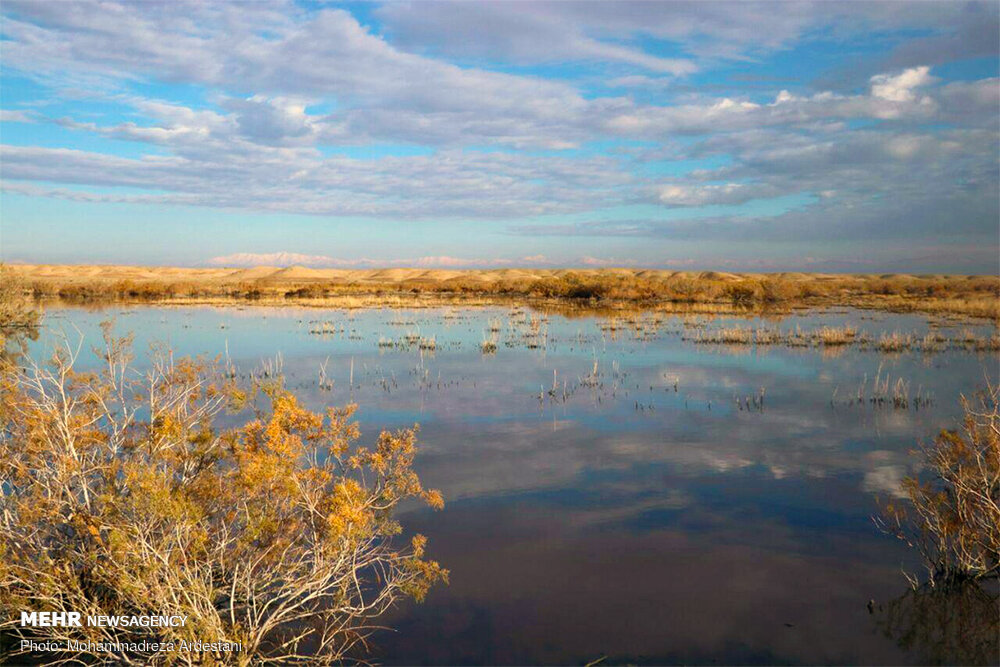
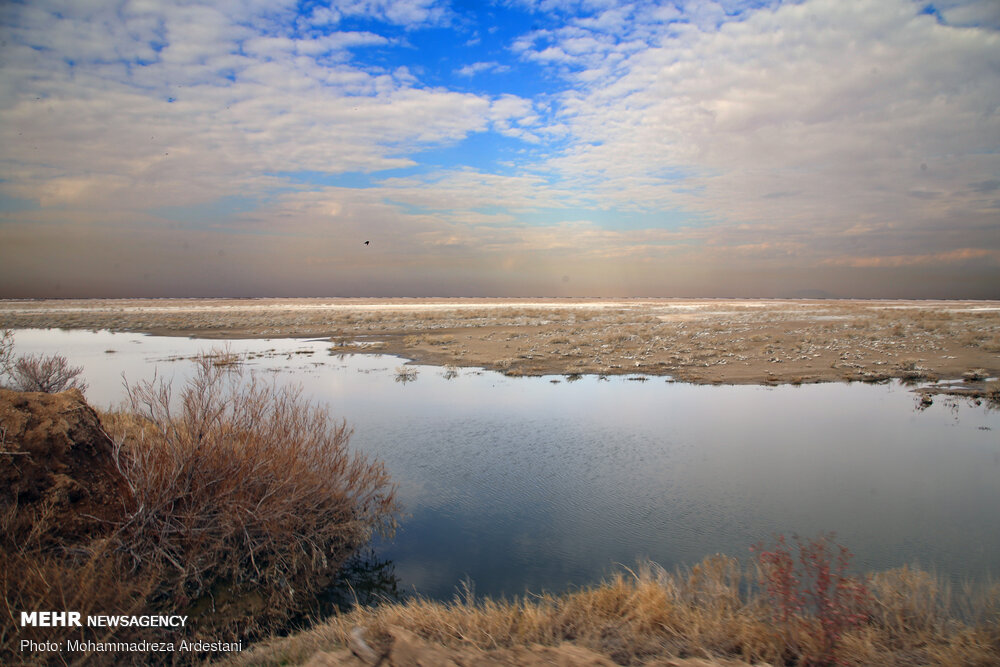